# Angleško-nizozemske vojne
Angleško-nizozemske vojne so štiri pomorske vojne, ki sta jih v 17. in 18. stoletju bojevali Anglija in Republika Nizozemska, največ na morju med angleško obalo in celino, pa tudi v Sredozemlju, ob kolonijah v zahodni Afriki, Ameriki in vzhodni Indiji.
V prvih dveh vojnah sta se državi bojevali za prevlado v pomorski trgovini, v kateri je bila Nizozemska sprva nesorazmerno močnejša (16.000 trgovskih ladij, napram 600 angleškim). Anglija, ki je imela močnejšo vojno mornarico, je želela razmerje uravnotežiti z blokado nizozemske obale. Prva vojna se je končala po slabih treh letih zaradi vojaške in gospodarske izčrpanosti nasprotnic. Podobni razlogi kot prvo, so čez 10 let povzročili drugo vojno.
Tretja vojna se je odvijala v sklopu skupnega napada Francije, Anglije ter nemških cerkvenih kneževin Münster in Köln na Republiko Nizozemsko z namenom, da jo razkosajo in si jo razdelijo, njen ostanek pa spremenijo v monarhijo pod vodstvom Viljema III. Oranskega.
Četrta vojna je izbruhnila sto let kasneje, med severnoameriško vojno za neodvisnost (1775-83), ker na zahtevo Kraljevine Velike Britanije Nizozemska ni hotela prekiniti s trgovino z Združenimi državami Amerike. Ta vojna je najavila zaton Republike Nizozemske.

## Prva angleško-nizozemska vojna (1652-54)
Da bi zavarovala trgovske interese na svojih ozemljih, je Cromwellova Anglija avgusta 1651 izdala navigacijsko listino. Ta sama po sebi ni mogla prizadeti po vsem svetu razširjene nizozemske trgovine. Dala pa je osnovo angleškim privatnim piratom, ki so s privolitvijo oblasti iz angleških pristanišč začeli vznemirjati nizozemske ladje, ki so plule v bližini njihovih ozemelj, jih prisilno voditi v angleška pristanišča in jim pod različnimi pretvezami zaračunavati globe in zasegati ladje. 
Razmerje moči vojaških mornaric je bilo leta 1652 močno v prid Angležev. V letih 1649-51 se je namreč Cromwellov parlament želel zavarovati pred svojimi političnimi nasprotniki, rojalisti, in je močno povečal in izboljšal vojno ladjevje, ki so ga sestavljale 3 linijske ladje s 60-100 topovi, 22 vojnih ladij s 40-54 topovi, 24 ladij z 34 ali manj topovi. Nasprotno so Nizozemci po miru s Španijo (1648) dali prednost varčevanju in vračanju državnih dolgov. Svojo vojno mornarico so zmanjšali (od 140 na 40 vojnih ladij), admiralitete so prodale mnoge največje ladje, med njimi poveljniško ladjo admirala Trompa Aemilio (600 ton, 57 topov, ). Julija 1652 so imeli 20 ladij s 30-40 topovi (ena 56 topov) in 20 manjših. Na hitro so opremili še 38 trgovskih ladij s po 20-30 topovi. Angleške ladje so bile večje, trdnejše, stabilnejše (z večjim ugrezom), mnoge so bile dvokrovne, predvsem pa so bile oborožene z več in močnejšimi topovi (najmočnejši kalibra 178,6 mm, pri Nizozemcih le redki s kalibrom148,3 mm). Nizozemski admirali so se morali proti težjim topovom in večjim ladjam boriti z aktivnostjo (napadali so, tudi kadar so bili šibkejši) in instinktom.
Napete razmere so spontano pripeljale do medsebojnega spopada flot, ki sta se 29. maja 1652 srečali pred Dovrom (bitka pri Goodwin Sands). Angleži so pri tem zajeli dve nizozemski vojni ladji, ne da bi sami utrpeli izgube. S tem se je začela prva angleško-nizozemska vojna.
Iz Dovrskih vrat je angleški admiral Robert Blake odplul v Severno morje in v juliju pred severovzhodno obalo Anglije zajel 100 nizozemskih ribiških ladij, ker je nizozemski admiral Martin Tromp prispel prepozno, da bi jih zaščitil (in bil za kazen zamenjan). 5. avgusta sta se južno od Shetlandskih otokov floti srečali a se zaradi viharja nista spopadli.
26. avgusta 1652 je nizozemski admiral Michiel de Ruyter, ki je spremljal konvoj trgovskih ladij, pri Plymouthu napadel floto angleškega admirala Ayscue-a . Čeprav je imel manjše število ladij, je Angleže pregnal in potem do konca septembra patruljiral po Rokavskem prelivu, ko se je moral pred glavnino angleške mornarice umakniti. Angleži so ponovno zagospodarili v Rokavskem prelivu.
8. oktobra 1652 se je admiral Withe de Wit blizu plitvine Kentish Knock (pred ustjem Temze) spopadel z močnejšo floto admirala Blakea. V ogorčeni bitki so Angleži zajeli 2 in potopili 1 nizozemsko ladjo, pri čemer so imeli sami veliko človeških izgub. Naslednji dan je 20 nizozemskih ladij samovoljno zapustilo de Wita, tako da se je moral tudi sam umakniti v domače vode.
Misleč, da so se Nizozemci v prihajajoči zimi ne bodo več bojevali, so Angleži več svojih ladij poslali v Sredozemlje in pustili admirala Blakea v Doverskih vratih s samo 45 ladjami. Admiral Tromp, ki je bil spet dobil nazaj svojo floto, je izkoristil ugodno priložnost in 1. decembra 1652 z 80 vojnimi ladjami pospremil skozi Rokavski preliv konvoj 300 trgovskih ladij. Potem ko je ladje pripeljal na varno, se je obrnil, da poišče Angleže in si zagotovi premoč v ožini. 10. decembra se je z njimi spopadel in jih premagal pri Dungenessu v Doverskih vratih.
Med tem ko je admiral Tromp pri otoku Re (ob francoski obali pred La Rochelle) čakal na 250 ladij, ki so se vračale iz prekomorskih kolonij, so Angleži pospešeno opremili 70 večjih bojnih ladij, ki so jih vodili admirali Blake, Deane in Monck. Z njimi so pričakali Trompa, ki se je vračal od otoka Re. Tromp je 28. februarja 1653 napadel Angleže pri Portlandu in se uspel po tridnevni bitki z večino ladij prebiti skozi Rokavski preliv (12 trgovskih ladij je izgubil).
V februarju 1653 so Nizozemci začeli pospešeno graditi nove vojne ladje, vendar še vedno ne tako velikih kot Angleži. Da so zanje dobili posadke, so morali močno povišati plače mornarjev in povečati odškodnine za smrti in poškodbe (prisilna mobilizacija ni bila v skladu z načeli Republike).
12. julija 1653 sta se blizu plitvine pri North Forelandu sovražni floti prvič spopadli z vso močjo. Ta največja bitka prve angleško-nizozemske vojne se je končala s porazom Nizozemcev ob neznatnih angleških izgubah. Premoč po zmagi je admiralu Blakeu omogočila, da je tesno blokiral nizozemsko obalo. 8. avgusta je prišlo do ostrega spopada med admiraloma Monckom in Trompom pri Katwijku (severno od Haaga), v katerem je bilo na obeh straneh poškodovanih veliko ladij. 10. avgusta se je bitka nadaljevala pri Scheveningenu (pri Haagu). Nizozemci so bili popolnoma razbiti, čeprav je sodelovala tudi flota admirala Witha de Wita. Izgubili so 11 ladij in 4000 mož, ustreljen je bil admiral Tromp. A tudi Angleži so utrpeli takšne izgube, da so morali opustiti blokado. To je Nizozemcem omogočilo, da so pospremili domov nekaj velikih konvojev. Do konca vojne sta se nasprotnika omejevala na spopade linijskih ladij in napade privatnih piratov.
Angleži so dobili nekaj bitk, niso pa mogli razpršiti svoje mornarice po svetovnih morjih in Nizozemcem odvzeti primata na dolgih plovbah daleč od domačih voda. Poleg tega iz gospodarskih razlogov niso mogli nadaljevati vojne. Nizozemcem je že 1653 uspelo za angleške trgovske ladje popolnoma zapreti danski Øresund in jim onemogočiti trgovino na Baltiku. V Sredozemlju so nekaj angleških ladij že takoj na začetku vojne blokirali v Livornu in potem še v Porto Longone na Elbi. V marcu 1653 je nizozemski admiral van Galen razbil angleško floto, ki je prišla blokiranim ladjam na pomoč. Po tem porazu so bili Angleži prisiljeni umakniti se iz Sredozemlja, kamor se do konca vojne niso več vrnili. 
V Aziji je Nizozemska vzhodnoindijska družba hitro dobila premoč od Perzijskega zaliva do Kitajskega morja.
Jeseni 1653 je neurje razpolovilo nizozemsko vojno floto in prizadejala veliko škodo tudi Angležem, ki so se morali vrniti v pristanišča. Novembra so se začela mirovna pogajanja, ki so se končala aprila 1654 z westminsterskim mirom, s katerim je Nizozemska priznala navigacijsko listino.

## Druga angleško-nizozemska vojna (1664-67)
Trgovska tekmovalnost v prekomorskih deželah in politična nasprotja med sedaj rojalistično Anglijo in Republiko Nizozemsko so 10. let po prvi vojni pripeljali do nove pomorske vojne. Ta se je uradno začela z vojno napovedjo angleškega kralja Karla II. marca 1665., dejansko pa že zgodaj leta 1664.
Odkar je Anglija leta 1660 sklenila mir s Španijo in obnovila svojo trgovsko pomorsko ekspanzijo, je na vseh svetovnih morjih prihajala do rivalstva z nizozemskim trgovskim imperijem, predvsem v zahodni Afriki, na Karibih in vzhodni Indiji. Že od leta 1661, ko je Karel II. po zasedbi prestola sprejel izredno bogato darilo amsterdamskih trgovcev, ni pa ga pri pogajanjih z ničimer upošteval, je zavel med državama hlad in je dišalo po novi vojni. A leta 1664 je angleško nadlegovanje nizozemskih trgovskih ladij in kolonij preseglo vse meje. Do trenutka, ko je Karel II. napovedal vojno, so Angleži zajeli že kakih 200 nizozemskih trgovskih ladij, zavzeli nizozemske kolonije v zahodni Afriki (ki pa jih je de Ruyter sredi leta 1664 priboril nazaj), v severni Ameriki Novo Nizozemsko (ime glavnega mesta Novi Amsterdam so spremenili v New York), v Antilih Sint Eustatius in Sabo ter v Gvajani Essequibo in Pomeroon. V nasprotju z uspehom v zahodni Afriki ni de Ruyterjeva odprava na Karibe dosegla ničesar.
To pot je Republika vojno pričakala pripravljena. Leta 1664 je imela v svoji vojni mornarici 97 linijskih ladij (s 30-80 topovi, vse, ki so imele več kot 40 topov, so bile dvokrovne), 36 manjših vojnih ladij in vrsto oboroženih trgovskih ladij. Po številčnosti je bila angleška vojna mornarica primerljiva (80 linijskih ladij, med katerimi je bilo nekaj trikrovnih s po 90 topovi, in 42 manjših vojnih ladij), v težki oborožitvi pa je še vedno imela prednost.
Po mnenju tujih opazovalcev je bila slabost Republike v decentralizirani, posvetovalni strukturi odločanja, ki naj bi v vojni usodno ohromila učinkovitost, in pa (kot v prvi vojni) v politični razdeljenosti admiralov vojnih flot. Ideološki zadržki so bili prisotni tudi med posadkami, saj se na začetku prve bitke posadka ladje Gouda (56 topov) ni hotela boriti, dokler kapitan ni zamenjal republikanske zastave z zastavo Oranskih.
Angleškim izzivanjem na morju se je že zgodaj leta 1664 pridružil münsterski knezoškof Christoph Bernhard, ki je septembra 1664 Republiki napovedal vojno in skupaj z 20.000 angleškimi vojaki prekoračil nizozemsko vzhodno mejo. Nizozemska kopenska vojska (ki je bila v razliko z mornarico precej zanemarjena in brez vrhovnega poveljnika) se je morala že umakniti za obrambno črto na reki IJssel, ko ji je v novembru priskočila na pomoč vojska Ludvika XIV. in stabilizirala fronto.
Prva velika bitka v Severnem morju pred angleško obalo pri Lowestoftu junija 1665 (v njej so sodelovale na Nizozemski strani 103 ladje, 21.613 mož, 4.869 topov ) se je res končala z nizozemskim porazom. Njihove največje ladje se niso mogle kosati z angleškimi trikrovnimi ladjami. Izgubili so 17 ladij, admiralsko ladjo Eendracht (84 topov, 500 mornarjev) je skupaj z admiralom Obdamom razneslo (da se je slišalo do Haaga). A padec morale v domovini se je hitro popravil, ko so ljudje videli, da je večina flote ostala nepoškodovana, da so v Amsterdamu splavili 3 nove velike ladje in so nove gradili v Rotterdamu. Da so pridobili posadke, so morali povišati mornariške plače na dotlej nepredstavljive zneske (30 guldnov mesečno). Moralo je pozno poleti dvignila še vzhodnoindijska flota, ki se je izognila Angležem tako, da je plula severno od Irske in Škotske in srečno pristala v norveškem Bergnu.
Leta 1666 se je strateški položaj v Republiki izboljšal. Posredovanje Francije je pregnalo angleške čete z vzhodnega dela Republike in z določili mirovnega sporazuma v Cleves (april 1666) se je münsterski knezoškof moral umakniti z ozemelj, ki jih je zasedal. Nevtralni trgovski centri (Hamburg, Lübeck, Benetke, Livorno, Genova, Cadiz, izjema je bila le Lizbona), so ostali naklonjeni nizozemskim trgovcem. Danska-Norveška se je, v nasprotju s pričakovanji angleškega kralja Karla II. spet povezala z Nizozemsko, ki je pomagala odvrniti Angleže od Bergna in zapreti Øresund za angleške ladje. Nizozemska vzhodnoindijska družba je pregnala Angleže z azijskih morij in tam zavzela nekaj angleških trdnjav. V Sredozemlju sta mornarici blokirali ena drugo in tako ustvaril prednost za Genovo in Francoze. V Severnem morju so nizozemski privatni pirati bolj organizirano (kot v letih 1652-4) preganjali angleške ladje. V celoti je bilo zajetih okrog 500 angleških trgovskih ladij.
V juniju 1666 je admiral de Ruyter v Štiridnevni bitki (po strategiji in taktiki eni najbolj poučnih bitk) popolnoma porazil angleško mornarico in potem napadal pristanišča in sidrišča ob angleški obali. Kljub temu so Angleži uspeli v ustju Temze in v zalivu Harwich zbrati novo floto. Z močnimi posadkami so zasedli vsa za desant ugodna mesta. 4. avgusta (St. James day) je de Ruyter izgubil bitko v bližini North Forlanda. Izgube Nizozemcev v bitki niso bile velike, a so kmalu zatem doživeli veliko katastrofo, ko je angleški admiral Holmes vdrl med otoke severne Holandije in zažgal 150 trgovskih ladij, ki so se skrivale za Terschellingom.
Medtem ko so Nizozemci še imeli denar, strelivo in zaloge za vzdrževanje svoje vojne mornarice, pa Angleži tega niso več zmogli. Stroški so bili ogromni, angleška pomorska trgovina pa skoraj popolnoma paralizirana. Izgubi trgovine in pomanjkanju zalog sta se pridružil še kuga in septembra požar v Londonu. V zimi 1666-7 je bila zaradi blokade na morju zaprta pot do premoga za ogrevanje Londona. Psihološko je Nizozemska dobila vojno že koncem leta 1666. Začela so se mirovna pogajanja.
Leta 1667 je Nizozemska blokirala jugovzhodno Anglijo. V juniju je de Ruyter izpeljal slavni vdor v reko Medway, predrl ovire, na sidrišču pri Chatamu zažgal vojne ladje, ki so Angležem od vojne še ostale, in kot trofejo odvlekel domov poveljniško ladjo admirala Monka Royal Charles (njen grb je sedaj razstavljen v muzeju Rijksmuseum v Amsterdamu). Republika je slavila, zvonovi so zvonili, zažgali so portret Karla II. 
Potek vojne se je obrnil tudi na Karibih. Nizozemci so spet zavzeli Essequibo in Pomeroon. Odprava sedmih ladij s 1000 možmi iz province Zelandije je zavzela angleško trdnjavo Paramaribo in z njo kolonijo Surinam. Nizozemska zahodnoindijska družba je ponovno zavzela Tobago.
Mir je bil podpisan v Bredi v juliju 1667. Anglija je zadržala New York a vrnila Sint Eustatius in Sabo, prepustila Nizozemcem Surinam in nekdanjo angleško zahodnoafriško bazo Cormantine, ki se je preimenovala v Port Amsterdam, odstopila od dolgo trajajoče zahteve do trdnjave Pola Run na otokih Banda (v Molukih). Pristala je na načelo "svobodna plovba, svoboden tovor".

## Tretja angleško-nizozemska vojna (1672-74)
Angleški in francoski kralj, Karel II. in Ludvik XIV., ki sta bila v devolucijski vojni (1667-8) še nasprotnika, sta v juniju 1670 v Dovru podpisala skrivno zavezništvo, ki sta se mu do januarja 1672 pridružili še cerkveni kneževini Münster in Köln. 23 marca so Angleži brez opozorila v Rokavskem prelivu napadli nizozemski konvoj, ki se je vračal iz Levanta, nakar so zavezniki Republiki Nizozemski napovedali vojno.
Nizozemci. ki po drugi angleško-nizozemski vojni niso gradili novih vojnih ladij, so imeli ob začetku vojne 72 linijskih ladij (od tega 24 z manj kot 60 topovi) in kakih 50 manjših vojnih ladij. Angleži so imeli enako število linijskih ladij, a mnoge so bile nove, večje in trdnejše, s po tremi palubami in preko 100 topovi kalibra večinoma 163,3 in 178,6 mm),. Francoska flota je bila angleški enakovredna, le posadke so bile manj izkušene. Angležem se je pridružila s 30 linijskimi in nekaj manjšimi vojnimi ladjami.
Nizozemski admiral de Ruyter je skušal manjšo moč svojega ladjevja nadoknaditi z aktivnostjo in izbiro bojišča. Ko je izvedel, da združena angleško-francoska flota 71-tih linijskih ladij in večjega števila manših ladij nahaja v neugodnem položaju na sidrišču v Solebayu na vzhodni angleški obali, je 7. junija napadel. Izid bitke ni bil odločen, a so zavezniki utrpeli večje izgube. Za Nizozemce je bilo pomembno, da so zaveznikom preprečili načrtovano izkrcanje desantnih enot na holandski obali.
Medtem so 22. maja z juga in vzhoda vdrle v Republiko Nizozemsko vojske Francije, Münstra in Kölna in do julija prodrle že do t. i. vodne črte tik pred Amsterdamom, do ozemlja, ki so ga Nizozemci poplavili z namernim predrtjem jezov.
Načrta izkrcanja na holandski obali pa zavezniki niso opustili. Začetkom julija se je pojavilo pred otokom Texel 90 vojaških ladij z desantnimi četami na krovu. Vojvoda Yorški je zaman poskušal izvabiti admirala de Ruyterja izza sipin. Vztrajal je vse do 21. julija, ko je prišlo dolgotrajno slabo vreme, razbilo zavezniško floto in jo prisililo, da se z velikimi poškodbami vrne domov. S tem se je bojevanje na morju za leto 1672 končalo.
Princ Viljem III. Oranski, vrhovni poveljnik nizozemske vojske, je imenoval admirala de Ruyterja za glavnega poveljnika vojne mornarice in mu s tem dal možnost, da jo je na novo organiziral. De Ruyter je v maju 1673 poskusil blokirati angleška pristanišča na Temzi, vendar ni uspel in se je vrnil v obrambni položaj za sipinami pri Shooneveldtu. Tu je v juniju pričakal zavezniško ladjevje, ki je priplulo z namenom, da si utre pot do obale in izkrca desantne enote. De Ruyter je z in manjšo floto (razmerje v linijskih ladjah je bilo 52:81) a dobro taktiko to preprečil in zaveznike premagal v dveh zaporednih bitkah 7. in 14. junija. Zavezniki so koncem julija poskusili še enkrat. Do bitke je prišlo šele 21. avgusta pri Texelu. 11 ur se je slišalo grmenje topov po večjem delu severne Holandije kot mračno ozadje gorečih molitev v cerkvah. Ponovno je de Ruyter uspel uničiti zadostno število trikrovnih ladij, da so zavezniki morali opustiti ofenzivo in odnehati. Te tri bitke so bile največji dosežek de Ruyterjeve kariere.
Tri nizozemske zmage so bile zelo odmevne. Napadi nizozemskih privatnih piratov na angleške ladje so bili številnejši kot v prvih dveh vojnah, ne le v domačih vodah, ampak tudi v Španiji, na Karibih in v severni Ameriki. Angleško ladjarstvo je bilo razbito, trgovina omrtvičena, vojna pa v Angliji tako nepopularna, da je Karel II. ni mogel nadaljevati in je v februarju 1674 v Westminstru sklenil mir, ki ni Angliji prinesel nobenih pridobitev.
Kopenska vojna med Republiko Nizozemsko in Francijo pa se je nadaljevala in se tudi tam začela obračati vse bolj v prid Nizozemski. Končala se je šele leta 1679.

## Četrta angleško-nizozemska vojna (1780-84)
Anglija (tedaj že v sklopu Kraljevine Velike Britanije) in Republika Nizozemska sta bili v 18. stoletju zaveznici. Do križanja njunih interesov je prišlo po uporu britanskih severnoameriških kolonij, s katerimi amsterdamski trgovci niso hoteli prenehati trgovati.
Februarja 1777 je angleška vlada predložila Haagu zahtevo, da mora nemudoma prekiniti pretok orožja v uporne britanske kolonije preko nizozemskega otoka Sint Eustatius. Ultimat je bil tako gospodovalen, da je razburil nizozemsko javnost, ki se je odzvala s poplavo pamfletov, ki so zavračali britansko "aroganco in tiranijo". Odtlej so angleško-nizozemski odnosi neizogibno drseli v smeri vojne. Stadhouder Viljem V. Oranski ni imel druge izbire, kot začeti priprave za vojaško zaščito trgovskih konvojev.
Koncem leta 1779 so Britanci v Rokavskem prelivu streljali na velik nizozemski konvoj namenjen v Ameriko in ga nasilno privedli v Plymouth. A Nizozemci so trgovali naprej. Ko je jeseni 1780 Britancem prišel v roke osnutek pogodbe o sodelovanju med Združenimi državami Amerike in nizozemskimi trgovci in bankirji, je bila vojna že skoraj gotova, posebno ker so Britanci pričakovali, da bodo nizozemsko ladjevje in kolonije lahek plen, s katerim bodo lahko na hitro nadomestiti škodo, ki so jim jo prizadejali neuspehi v spopadih z upornimi kolonijami in Francozi. Decembra 1780 so Republiki Nizozemski napovedali vojno.
Nizozemska vojna mornarica je nazadovala vse 18. stoletje. Ob začetku vojne je imela vsega 20 linijskih ladij, posadke so bile slabše plačane kot na trgovskih ladjah. Slabo organizirana ni bila sposobna zaščititi trgovskih konvojev.
Do krvave bitke je prišlo 5. avgusta 1781 pri Doggerbank-u, ko je britanska flota prestregla v Severnem morju nizozemski konvoj na poti v Baltik. Bitka ni bila odločena, a konvoj se je vrnil domov. Nizozemci so se odtlej izogibali bojem.
Že v januarju 1781 so britanska vojna mornarica in privatni pirati zasegli 200 nizozemskih trgovskih ladij in popolnoma paralizirali preostalo ladjevje. Februarja 1781 je angleški admiral Rodney zavzel otok Sint Eustatius s številnimi ladjami v pristanišču in velikimi količinami blaga v skladiščih. Britanci so zavzeli vse nizozemske trdnjave v zahodni Afriki razen Elmine in nizozemske kolonije v Gvajani (ki pa so jih kasneje Nizozemcem nazaj priborili Francozi, tako kot tudi Sint Eustatius).
V vzhodni Indiji je bila škoda manjša, kot bi bila brez francoske pomoči, a izgubljenih je bilo nekaj oporišč v južni Indiji in na Cejlonu, vključno z Nagapatnamom (novembra 1781). Zasežene so bile trgovske ladje Nizozemske vzhodnoindijske družbe in njih tovor v skupni vrednosti 10 milijonov guldnov.
Z mirom, sklenjenim maja 1784 v Parizu, je morala Republika Nizozemska Britancem dokončno prepustiti Nagapatnam in jim dovolila svobodno plovbo na področju, ki ga je obvladovala Nizozemska vzhodnoindijska družba. Francija je nizozemske kolonije, ki jih je odvzela Britancem, vrnila Nizozemski.